# 阪東橋出入口

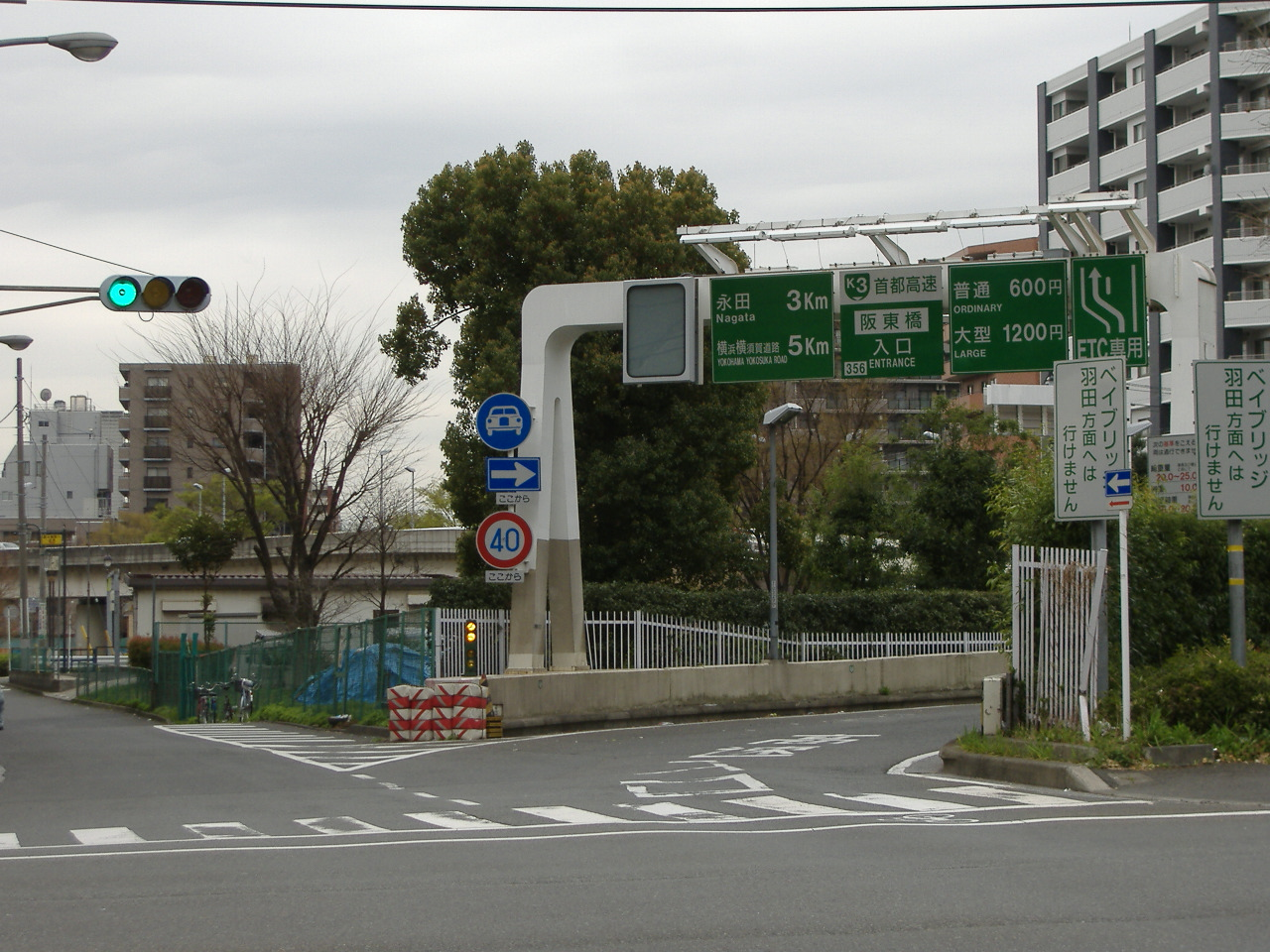
阪東橋入口

阪東橋出入口（ばんどうばしでいりぐち）は、神奈川県横浜市中区および南区にある首都高速道路神奈川3号狩場線の出入口である。狩場JCT方面入口、本牧JCT方面出口のみのハーフICで、保土ヶ谷バイパス・横浜横須賀道路方面から横浜中心街の桜木町・関内駅方面への最寄りの出口である。

## 構造
横浜市により新吉田川および堀割川の一部を埋め立てた土地に、本線から長さ700mの高架橋で弥生町5丁目交差点に接続する。出口は大通り公園沿いの街路（伊勢佐木町397号線）への直進のみ可。入口は大通り公園（伊勢佐木町401号線）からの直進および阪東橋浦舟線浦舟町方面からの左折利用が可能である。用地を無償使用する条件として、地元が要望する公園（阪東橋公園）が高架下に開設された。料金計算所や補修基地の機能を有する阪東橋管理施設も本ランプの高架下にある。

## 接続道路
- 阪東橋浦舟線（藤棚浦舟通り）
- 伊勢佐木町397号線、伊勢佐木町401号線（大通り公園）

## 周辺
- 国道16号
- 阪東橋駅
- 黄金町駅
- 大通り公園
- 伊勢佐木町
- 横浜市立大学附属市民総合医療センター

## 料金所
- レーン数：2
  - ETC専用：1
  - 一般・ETC：1

## 隣
首都高速神奈川3号狩場線
(353)石川町入口・石川町JCT - (356)阪東橋出入口 - (357)花之木出入口